# Dęba (Sainte-Croix)
Pour les articles homonymes, voir Dęba.
Dęba est une localité polonaise de la gmina de Ruda Maleniecka, située dans le powiat de Końskie en voïvodie de Sainte-Croix.